# اکسل توماس
اکسل توماس (انگلیسی: Axel Thoma؛ زادهٔ ۵ سپتامبر ۱۹۶۴) بازیکن فوتبال سابق اهل آلمان است که در پست مهاجم بازی می‌کرد.
از باشگاه‌هایی که در آن بازی کرده‌است می‌توان به باشگاه فوتبال اشتوتگارت اشاره کرد.